# TMPGEnc
TMPGEnc est un logiciel d'encodage vidéo numérique au format MPEG, possédant des capacités limitées d'édition et de filtrage et fonctionnant dans l'environnement du système d'exploitation Windows de Microsoft.
Bien qu'étant relativement ancien, lent et complexe d'utilisation comparé aux logiciels équivalents, il reste très apprécié par de nombreux vidéastes amateurs et professionnels en raison de la qualité de l'encodage et de la granularité des réglages de l'encodeur MPEG.

## Principales fonctions
- Décodage

Celui-ci est assuré à la fois par le décodeur MPEG Sofdec de  CRI Middleware pour les sources dans ce format, le système DirectShow pour les sources au format AVI utilisant un codec, et le système de plugiciel VFAPI permettant de chaîner plusieurs logiciels.
- Édition

Celle-ci n'étant pas la fonction principale du logiciel, elle se limite à la désignation du point d'entrée et de sortie de la source, et la coupe de la sélection. L'éditeur comprend aussi des filtres de traitement vidéo (réduction du bruit, correction des couleurs, réduction de l'image fantôme, etc) permettant d'améliorer la qualité de l'image.
- Encodage

Celui-ci est centré sur les formats MPEG-1 et MPEG-2 dont le logiciel offre un grand nombre de réglages, permettant d'adapter les caractéristiques du flux MPEG en sortie aux besoins les plus divers. Outre les options de base de réglage de type MPEG, la taille de l'image, du débit, ou encore la précision de la recherche de mouvement, ce logiciel permet de régler très finement la structure des GOP (Group Of Pictures) et les valeurs des matrices de quantisation.
Ces possibilités de réglages en font un logiciel pouvant parfois être d'une approche difficile pour celles et ceux n'ayant pas de connaissances particulières en matière d'encodage MPEG. Un assistant de réglages de projet offrant des formats standards (Vidéo CD, DVD Vidéo) ou courants (Super Vidéo CD -SVCD-) permet la réalisation d'un encodage en un nombre limité de manipulations.
TMPGEnc n'est pas pour autant limité à l'encodage au format MPEG et permet aussi le format AVI par l'intermédiaire du système DirectShow, ou encore de sortir chaque image de la source sous la forme d'un fichier au format BMP, JPEG ou TGA.

## Versions
TMPGEnc existe sous forme de gratuiciel (TMPGEnc) et de partagiciel (TMPGEnc Plus) ayant pratiquement les mêmes fonctions à l'exception notable de l'encodage au format MPEG-2, disponible uniquement dans la version payante. Cette fonction est néanmoins disponible aussi dans la version gratuite pendant les 30 jours suivants l'installation du logiciel.